# Bluey (TV-serie)
Bluey är en australisk-brittisk-amerikansk animerad barnserie som hade premiär 2018 på ABC Kids. Serien är skapad av Joe Brumm och handlar om det vardagliga livet hos en antropomorfisk hundfamilj. Serien har sänts i tre säsonger med 151 avsnitt.
Serien har mött god kritik och vunnit flera priser. Avsnittet "Läggdags" (Sleepytime) är ett av få TV-avsnitt som fått det perfekta betyget 10/10 på IMDb, senare sänkt till 9,8. År 2023 var Bluey den näst mest streamade serien i USA, efter TV-serien Suits. Specialavsnittet ”Skylten” (The Sign) i seriens tredje säsong är ett av de mest sedda avsnitten på Disney Plus någonsin.
Skaparen Joe Brumm har sagt att huvudpersonerna, syskonen Bluey och Bingo, baseras på hans egna döttrar medan pappa Bandit och mamma Chilli är inspirerade av Brumm och hans hustru Suzy. Flera av avsnitten bygger på händelser från deras eget liv. Joe Brumms mor gör rösterna åt fler av rollfigurerna i serien och hans bror Dan gör rösten till Bandits bror. 

## Rollfigurer
Serien kretsar kring familjen Heeler som är av rasen australian cattledog (blue heeler på engelska).
- Bluey Heeler – en blå hund som är 6–7 år och storasyster i familjen.
- Bingo Heeler – en orange hund som är 4–5 år och lillasyster i familjen.
- Billy Heeler – en blå hund som är far i familjen och som arbetar som arkeolog. Heter Bandit i originalversionen.[2]
- Chilli Heeler – en orange hund som är mor i familjen och som arbetar som säkerhetsvakt på en flygplats.[2]

## Priser och utmärkelser
- BAFTA's Children & Young People Award, internationell klass,  27 november 2022[6]
- Logie Award för bästa barnprogram

[Redigera Wikidata]